# Vita ängeln

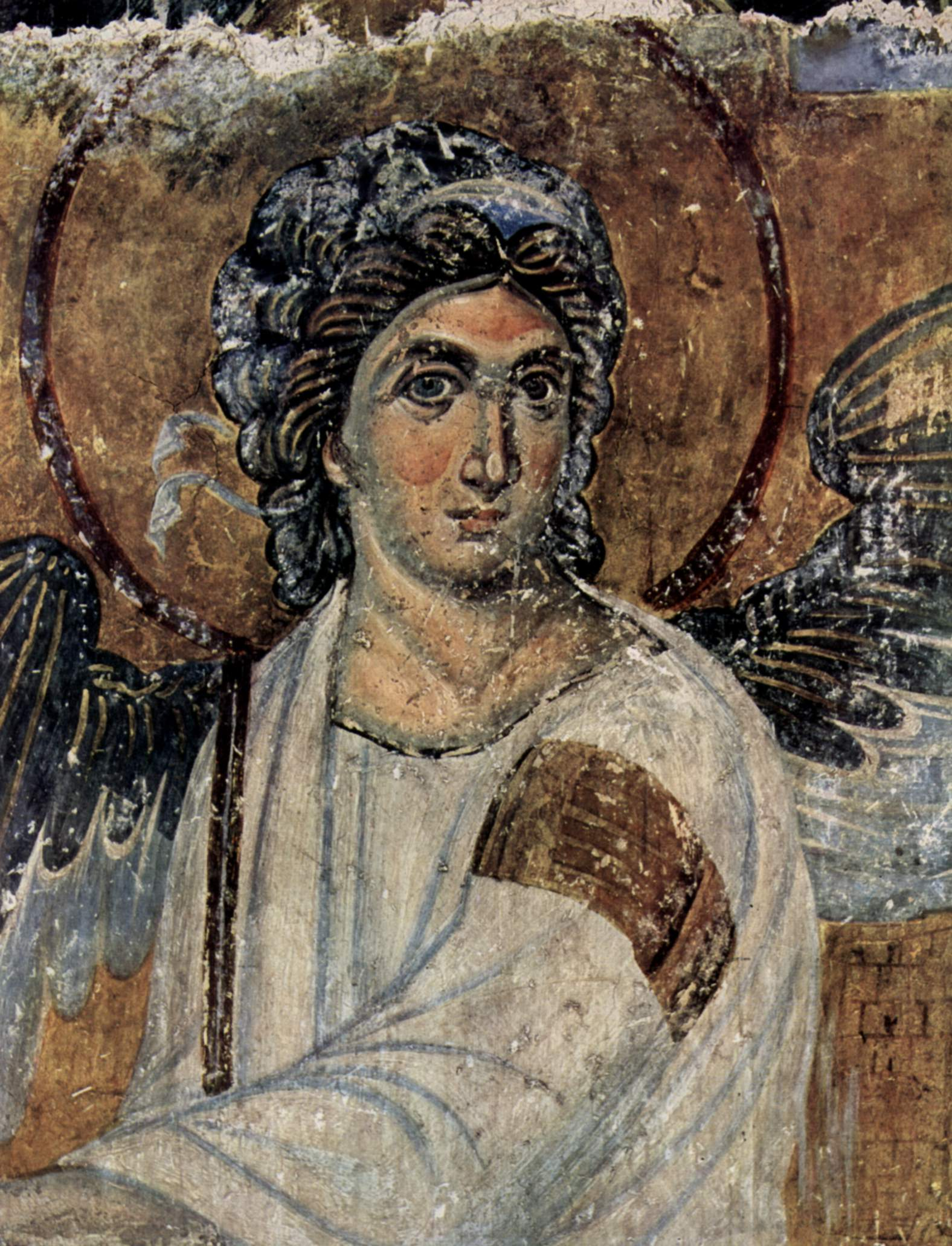
Den vita ängeln.

Vita ängeln (Бели анђео / Beli anđeo) är en detalj av en fresk från Mileševaklostret, ett mausoleum vilket donerades av Vladislav II av Polen, son till Stefan Prvovencani. Fresken målades omkring 1230 i Serbien, Mironosnice na Hristovom grobu (Myrrbärarna på Jesu Kristi grav). Det är också en av de mest kända freskerna i den serbiska kulturen. Bilden föreställer en ängel som sitter framför Jesu Kristi grav och med handen pekar på platsen för Kristi uppståndelse och hans tomma grav. Klostret härstammar från den latinska perioden i den bysantinska konsten och fresken är målad på den södra väggen på klostrets västra vik. Arbetet uppfördes av okända upphovsmän och på 1500-talet målades fresken över men frilades igen på 1900-talet.
Vid den första satellit-tv-sändningen 1963 mellan Europa och Nordamerika sändes en bild av den vita ängeln från Mileševa i början av sändningen som en hälsning från det europeiska folket till det amerikanska. Samma signal har senare sänts till yttre rymden för att möjligen kontakta utomjordiskt liv eftersom den vita ängeln representerar ett allomfattande fredsbudskap.